# 서구·동구 (1973년 선거구)
서구·동구는 대한민국의 옛 국회의원 선거구이다. 당시 부산시 서구와 동구 지역을 관할했다.

## 역사
제9대 국회의원 선거를 앞두고 서구 선거구와 동구 선거구가 통합되면서 신설되었다.
제11대 국회의원 선거를 앞두고 서구가 서구 단독 선거구를 이루고 동구는 중구·영도구 선거구와 합쳐져 중구·동구·영도구 선거구를 이루게 되면서 폐지되었다.

## 역대 국회의원
| 선거   | 정당 | 정당   | 1위 의원 | 정당 | 정당       | 2위 의원 |
| ------ | ---- | ------ | -------- | ---- | ---------- | -------- |
| 1973년 |      | 신민당 | 김영삼   |      | 민주공화당 | 박찬종   |
| 1978년 |      | 신민당 | 김영삼   |      | 민주공화당 | 박찬종   |

## 역대 선거 결과

### 대한민국 제9대 국회의원 선거
|  | 40.39% |

|  | 35.24% |

|  | 20.56% |

|  | 3.79% |

### 대한민국 제10대 국회의원 선거
|  | 53.77% |

|  | 33.33% |

|  | 10.42% |

|  | 2.46% |